# Château du Périneau-Verrières
Le château du Périneau-Verrières est un château situé à Trélazé, en France, datant de la fin du 18e siècle.

## Localisation
Le château est situé dans le département français de Maine-et-Loire, sur la commune de Trélazé.

## Historique
L'édifice est inscrit au titre des monuments historiques en 2003.